# Vicente Vázquez Canónico
Vicente Vázquez Canónico (Gijón, Astúries, 25 de febrer de 1937) és un escultor espanyol.
Va estudiar a l'Escola d'Arts Aplicades i Oficis Artístics de San Salvador d'Oviedo, i més tard a l'Escola Superior de Belles Arts de San Fernando de Madrid.
La seva primera exposició col·lectiva fou wl 1957 al Reial Institut Jovellanos de Gijón amb l'obra pictòrica titulada "Marina", que pot considerar-se com un exercici de color, llum i forma.
No va ser fins a 1976 quan porta a terme la seva primera exposició individual a les galeries de l'Obra Social i Cultural de Caixa d'Estalvis d'Astúries, rebent gran acollida de crítica i públic. A partir d'aquest moment les seves obres comencen a exposar en diverses ciutats espanyoles com: Madrid, Ourense, Vigo, Barcelona, Pontevedra o Sevilla.
Novament va exposar la seva obra a les galeries de l'Obra Social i Cultural de Caixa d'Estalvis d'Astúries en els anys 1978 i 1983, així com en altres sales d'exposicions com la del Ministeri de Cultura d'Ourense (els anys 1980, 1981, 1982, 1983 i 1986); a Niort (França) a 1984; a Lleó (1992) i al Museu Antón de Candás a 1999.
El Centre d'Art Ciutat d'Oviedo va organitzar una exposició antològica de la seva obra, l'any 1998, sota el títol "Des del buit interior a l'essencialitat". També ha dut a terme diverses escultures públiques com "Lucha erótica" (1980) per a l'Ajuntament de O Porriño (Pontevedra); "Ánade", "Homenaje a Galicia" (1984), per als jardins del Castell de Sotomayor a Pontevedra; el disseny del parc Alcalde Gonzalo Ordóñez, a Porriño; el retrat de "Juan de Borbón", la font de "Las Palomas" a Oviedo i el bust de "Isabel II" a la universitat d'aquesta mateixa ciutat.
També poden contemplar obres seves al Museu Provincial d'Orense, a la Reial Basílica de Covadonga, així com en les Caixes d'Estalvis d'Astúries i d'Orense. Així com en museus d'altres països, la seva obra "Nadador" es pot trobar al museu que Internacional Swimming Hall of Fame posseeix a Florida (EUA), la qual es va utilitzar com a símbol per al Campionat del Món de Natació celebrat a Madrid el 1986.
A més poden trobar obres de Vicente Vázquez Canònico en nombroses col·leccions particulars, així com en diversos països com Itàlia, França, Txecoslovàquia, Gran Bretanya, Canadà, Alemanya, Noruega, Veneçuela, Marroc, Xile, EUA, o Japó entre d'altres.
Es pot considerar una de les seves obres més representatives el bust que va modelar de Sa Altesa Reial Joan Carles de Borbó, Comte Barcelona, la qual es troba actualment situada al passeig marítim de la vila asturiana de Candás (capital del concejo de Carreño).
Vicente Vázquez canònic, no només s'ha dedicat a l'escultura, sinó que la seva creació artística abasta també la pintura, restauració, disseny, decoració, cartellisme, etc. Troba la seva inspiració en ambient naturals, com el mar, o en l'àmbit de l'esport, que van inspirar obres seves com "Tiro en balonmano" o "Punto de encuentro".
D'altra banda, aquest artista ha investigat diferents materials per a la realització de les seves obres, destacant l'ús de polímers i la seva aplicació al camp de la creació. Ha realitzat nombroses peces utilitzant aquest material.
A la dècada dels 90 realitza treballs per a la Universitat d'Oviedo, la qual li encarrega a 1993 la restauració del bust d'Isabel II; així com per a l'Ajuntament de l'esmentada ciutat, que en 1998 li encarrega l'execució d'un conjunt escultòric per a la plaça de Ruiz de la Penya, la coneguda com "Palomas".
També treballa pari altres administracions públiques, destacant per exemple la seva obra "Comunicació", inaugurada, en el tram de l'autovia que comunica Gijón amb Villaviciosa, a l'altura del pont de Arroes, el febrer de 2004, amb la presència del primer Vicepresident del Govern en aquell moment, Francisco Álvarez Cascos.
Vázquez Canònic sempre ha buscat la màxima expressivitat en les seves obres, bolcant el seu jo artístic en un diàleg continu amb la matèria. D'aquesta manera, la seva obra ha passat per successives fases evolutives, des de la figuració fins a l'abstracció. L'artista Gijón i la seva obra han estat protagonistes en nombroses exposicions; és, sens dubte, una de les figures asturianes més destacades en el panorama artístic del Principat.
Ha estat distingit amb la Medalla de la Vila de Gijón de 2008, en la seva categoria de plata, a més d'haver estat guardonat pel Col·legi Politècnic de Gijón.